# زيبو

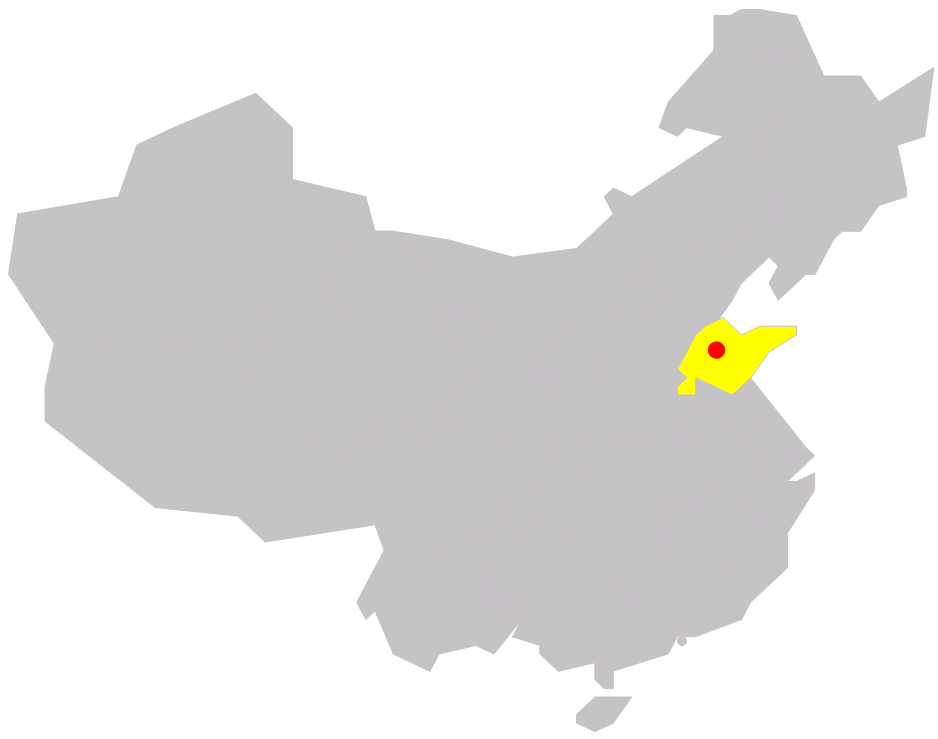
موقع زيبو، شانغدونغ، الصين

زيبو (بالصينية: 淄博) هي مدينة واقعة في وسط مقاطعة شاندونغ، شرق الصين. عدد سكانها حوالي 4,149,900 نسمة ومساحتها 5,938 كم2.

## توأمة
لزيبو اتفاقيات توأمة مع كل من:
- أريكيبا
- إيري [5]
- كامو [5]
- براتسك [5]
- باطوم [5]
- مقاطعة بيرغامو [5]
- غوانغجو [5]
- لاروش سور يون [5]
- نيوكاسل [الإنجليزية]‏ [5]
- فيليكي نوفغورود [5]
- ساو خوسيه دوس بينيايس [5]
- مانداوي [5]

## أعلام
- فان جياودونغ
- لو يي
- تشو تونغ
- جيانغ تاو
- سوي وي